# Jorge Jobet
Jorge Jobet Burquez (Perquenco, Región de La Araucanía, Chile, 1916-Santiago, Chile, 1998) fue un poeta y periodista chileno. Es un miembro destacado del espectro literario chileno del siglo XX.
Cursó estudios de filosofía y literatura, como también Ciencia de la Educación, y trabajó en la enseñanza y el periodismo. Fue director de la Escuela de Periodismo de Valparaiso, y en 1969 recibió el primer premio de la Sociedad Interamericana de Prensa. Participó en la creación, y fue miembro del Ateneo de Santiago.  Fue el primer director de la Revista de Ciencias Sociales de la Facultad de Derecho y Ciencias Sociales de la Universidad de Valparaíso.
Algunos de sus poemas los ha publicado bajo el pseudónimo de Claudio Indo. Un aspecto distintivo de sus poemas son el cuidado puesto en los aspectos formales de composición y los muy diversos temas, que recorren desde la lírica metafísica a la poesía satírico-burlesca.

## Obras
Poemas
- El descubridor maravillado (1957)
- Naturaleza del ser (1959)
- Mis provincias (1963)
- Introducción al sentimiento (1970)
- El principio del fin (1978)
- Contacto en Norteamérica (1978)
- Sonetos de afecto y pensamiento (1979)
- Necesidad del paraíso (1980)
- Así pasan los años (1981)
- La bala y el lirio (1982)
- Relación de Chile (1983-1984)
- Sonetos teologales (1985)
- Por el amor hasta siempre (1988)
- Diario íntimo (1990)
- De los muros al aire (1996).

Ensayos
- Cuadernos en limpio (1993).